# 清真言

清真言，中文翻譯：「萬物非主，唯有真主，穆罕默德是真主的使者。」

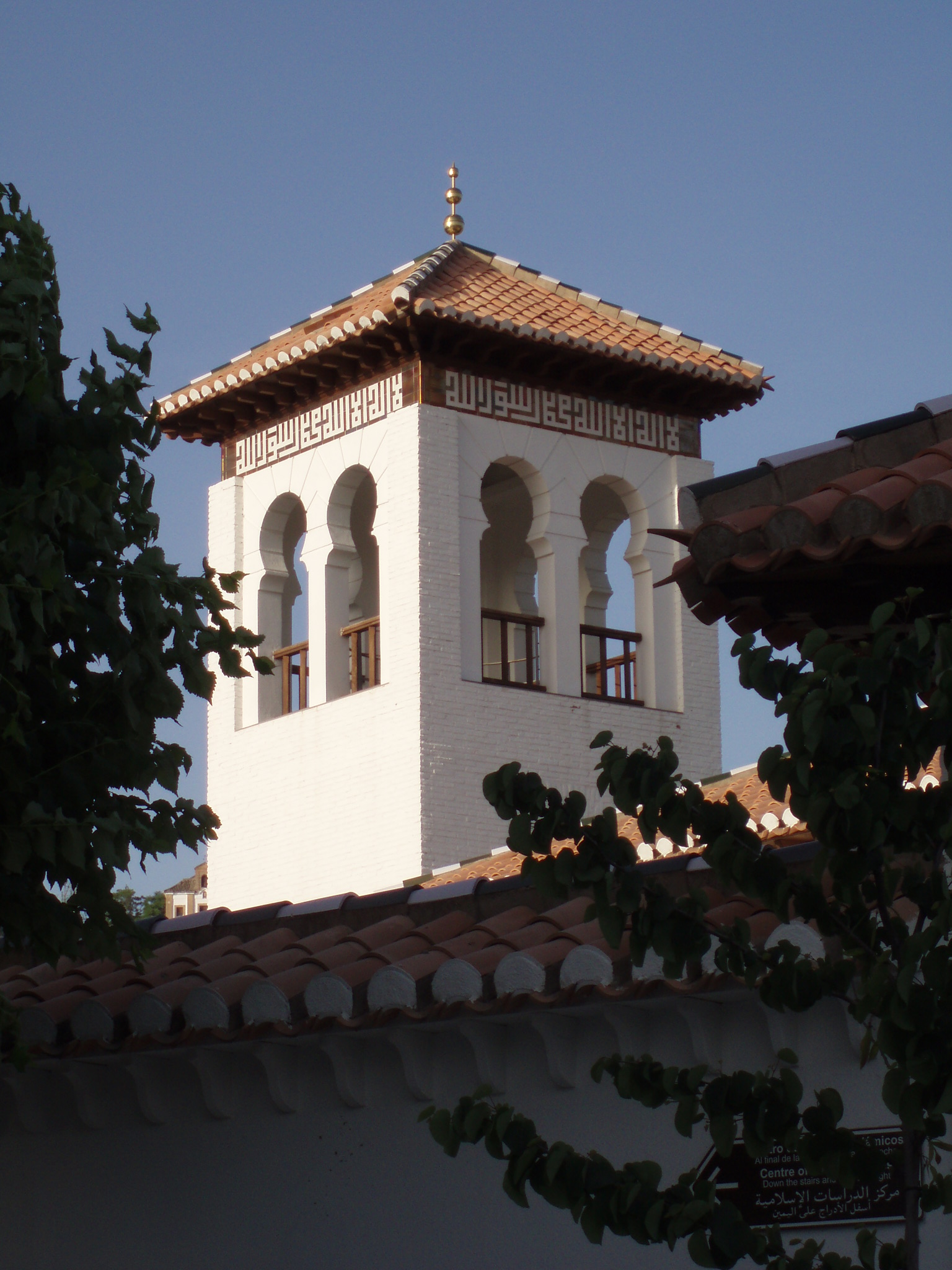
格拉那達的叫拜樓上的清真言，以庫法體寫成。

穆罕马迪亚徽章，上书清真言

清真言（阿拉伯语：الشهادة），是伊斯蘭教的信仰基石。清真言代表的是穆斯林的認主獨一信念，並接受穆罕默德為真主阿拉的使者。清真言原文為：“阿拉伯语：，羅馬化：La illaha ill Allah, Muhammadur Rasul Allah”，意為「萬物非主，唯有真主，穆罕默德是真主的使者」。清真言又稱為「凱里麥」，意為「美好的語言」。誦讀清真言是穆斯林的五功當中最重要的一種，每日都必須誦讀。非穆斯林若要皈依伊斯蘭教，則須在大眾之前公開誦讀清真言，表示歸信。什葉派穆斯林不把清真言視為五功中獨立的一功，而將它併入什葉派特有的信條阿奇達之中。

## 誦讀
诵读音频：

（句子前有前缀 'ašhadu ʾan' —，是「我作证」的意思）
阿拉伯語：
羅馬化：
中文翻譯：
「萬物非主，唯有真主，穆罕默德是真主的使者。」
根據大部分的教法學派，誦讀清真言是成為穆斯林的必要途徑。换句话说成为穆斯林之前必须念清真言。
清真言的兩個詞 'ašhadu 'an（我作證）通常是省略的。所以完整的清真言是“我作证，万物非主唯有真主。（我作证）穆罕默德是真主的使者。”

## 動作
念「我作证，萬物非主，唯有真主。」，
此時右手食指伸出，其餘4指握拳，比出1，向上指天。
念「我作证，穆罕默德是真主的使者。」，
此時右手食指收回，右手5指握拳。

## 歷史
現存最早譯成外語的清真言是希臘語版本，是在瓦利德一世（705-715年）統治期間翻譯的。其希臘語譯文如下：Οὐκ ἔστι[ν θεὸς εἰ μὴ ὁ θεὸς μόνος·] Μααμὲ[τ ἀπόστολος θεοῦ]。「真主」一詞譯為ὁ θεὸς，「穆罕默德」譯為Μααμὲτ。

## 誦讀清真言的條件
誦讀清真言有七個前提，缺一不可：
- Al-`Ilm：掌握清真言的真義、陟罰臧否之處。
- Al-Yaqeen：對清真言毫無疑異──完美的清真言知識，足以消除對信仰的懷疑之心。
- Al-Ikhlaas：打從心底抛棄配主学。
- Al-Sidq：不接受錯誤的信仰與虛偽的心。
- Al-Mahabbah：喜悅清真言及其真義。
- Al-Inqiad：服從正義的戒律，懷著虔誠之心尋求真主的喜悅。
- Al-Qubool：誠心接受清真言，永不反對。

## 旗幟
伊斯蘭旗（'Alam al-Islam）又名清真言旗（'Alam al-Shahada），代表第一個凱里麥，也就是清真言。白底黑字的旗幟是「伊斯蘭之境」（Dar al-Salam）的象徵，而黑底白字則是「不信者之境」（Dar al-Harb）的象徵。
一些伊斯蘭國家的國旗都書有清真言的句子：
- 沙烏地阿拉伯的國旗，襯托著綠色的背景。
- 阿富汗自1990年至今使用的各类國旗。
  - 1992年成立的阿富汗伊斯兰国国旗。
  - 自1996年至2001年及2021年至今的塔利班治下的阿富汗伊斯蘭酋長國國旗。
  - 自2004年至2021年的阿富汗伊斯蘭共和國的國旗。
- 索馬利亞境內的聯合伊斯蘭法庭的旗幟。
  - 未受國際承認的國家索馬利蘭國旗。
- 恐怖组织伊斯蘭國的黑色旗幟，黑底白字的是「萬物非主，唯有真主」，[4]白底黑字第一行是「安拉」，第二行是「使者」，第三行是「穆罕默德」。

清真言的旗幟也被廣泛使用於其他領域，例如哈馬斯的旗幟。
寫有清真言的旗幟不得下半旗，因为这样意味着亵渎真主。
| 伊斯蘭旗 |
| 伊斯蘭旗 |

| 阿富汗伊斯蘭酋長國國旗塔利班旗幟  |
| 阿富汗伊斯蘭酋長國國旗 塔利班旗幟 |

| 庫爾德斯坦伊斯蘭集團（英语：Kurdistan Justice Group）旗幟 |
| 庫爾德斯坦伊斯蘭集團旗幟           |

| 阿富汗伊斯蘭共和國國旗 |
| 阿富汗伊斯蘭共和國國旗 |

| 阿富汗伊斯蘭國國旗（1992年） |
| 阿富汗伊斯蘭國國旗（1992年） |

| 阿富汗伊斯蘭國國旗（1992年至2001年） |
| 阿富汗伊斯蘭國國旗（1992年至2001年） |

| 阿富汗伊斯蘭國國旗（2001年至2002年） |
| 阿富汗伊斯蘭國國旗（2001年至2002年） |

| 阿富汗伊斯蘭國國旗（2002年至2004年） |
| 阿富汗伊斯蘭國國旗（2002年至2004年） |

| 沙特阿拉伯國旗 |
| 沙特阿拉伯國旗 |

| 索馬里蘭國旗（1991年至1996年） |
| 索馬里蘭國旗（1991年至1996年） |

| 索馬里蘭國旗（1996年至今） |
| 索馬里蘭國旗（1996年至今） |

| 伊斯蘭國國旗 |
| 伊斯蘭國國旗 |

| 塔吉克斯坦伊斯蘭復興黨黨旗 |
| 塔吉克斯坦伊斯蘭復興黨黨旗 |

| 莫洛伊斯蘭解放陣線旗幟 |
| 莫洛伊斯蘭解放陣線旗幟 |

| 突厥斯坦伊斯蘭黨黨旗 |
| 突厥斯坦伊斯蘭黨黨旗 |

| 科威特埃米爾旗 |
| 科威特埃米爾旗 |

## 差異
穆斯林承認穆罕默德之前的先知都是真主的使者，一些派別（特別是蘇非派）則特別強調《古蘭經》中指名道姓的眾先知的名字。有時候 'ašhadu 'an（我見證或我作證）都會出現在清真言的前後兩句之前。
有時候wa（以及、與，相當於英文的and）則置於清真言下半句的第一個單詞前面。 
有些印尼的穆斯林向真主祈求庇祐時會念「Allah il Allah」。這種禱告辭是清真言前半句的變體。
有些什葉派穆斯林還會加上「阿里是真主所喜悅的」（wa-Aliyun waliyu 'llah）。但他們不認為這句話是強制的義務，標準的清真言「萬物非主，唯有真主，穆罕默德是真主的使者」已經足夠。

## 外部連結
- （英文） LivingHalal.com 伊斯蘭語音資料庫
- （英文） 阿布杜拉赫曼·梅達的伊斯蘭資源網 （页面存档备份，存于） 蒐羅許多關於清真言的文章
- （中文） 淺析清真言